# سیارک ۲۰۲۰۰
سیارک ۲۰۲۰۰ (به انگلیسی: 20200 Donbacky، نامگذاری:1997DW) بیست هزار و دویستمین سیارک کشف شده‌است که در ۲۸ فوریه ۱۹۹۷ کشف شد.